# KBV 202
KBV 202 är ett av Kustbevakningens två kombinationsfartyg i 201-serien, systerfartyget är KBV 201. Att fartyget är ett kombinationsfartyg innebär att det kan användas både i sjöövervaknings- och miljöräddningstjänst. Fartyget byggdes på Karlskronavarvet och levererades den 25 januari 2002. Stationeringsorten har sedan leveransen varit Simrishamn där det ersatte det äldre övervakningsfartyget KBV 103.

## Verksamhet
Den 31 maj 2003 kl. 12.30 kolliderade det kinesiska fartyget Fu Shan Hai med det Cypernregistrerade fartyget Gdynia i södra Östersjön norr om Bornholm. KBV 202 tog sig till platsen och erbjöd den danska regeringen att bogsera fartyget till grundare vatten för att underlätta miljöskyddsarbetet. Till en början fick man ett avböjande svar men senare på dagen fick man order om att påbörja bogsering. KBV 202 kunde emellertid bara bogsera fartyget i 1,5 sjömil innan man tvingades avbryta på grund av att man gjorde bedömningen att fartyget var på väg att sjunka. Strax därefter sjönk fartyget.